# Geroi
Geroi (ryska för hjälte, Герои) är en rysk musikgrupp som består av fyra medlemmar: Michail Puntov, Vladislav Krutskich, Vsevolod Tarasov och Andrej Raspopov.

## Karriär
Den början av december 2010 meddelade man på Twitter att man bildat gruppen Geroi.
Den 31 januari 2011 släpptes debutvideon "Moje malenkoje glupoje sepdtse" på Youtube. Deras andra låt, "Ljubov — eto chimija", släpptes i september 2011.

## Videografi
| År   | Låt                            | Regissör           | Övrigt                               |
| ---- | ------------------------------ | ------------------ | ------------------------------------ |
| 2011 | Moje malenkoje glupoje sepdtse | Sergej Tkatjenko   | Debutklipp                           |
| 2011 | Ljubov — eto chimija           | Sergej Tkatjenko   |                                      |
| 2012 | Kilometry                      | Roman Trofimov     | Spelades in i december 2011 i Moskva |
| 2012 | Zakaty alye                    | Valerij Sjklovskij | Animerad video                       |